# Argyrostrotis fuscipalpis
Argyrostrotis fuscipalpis là một loài bướm đêm trong họ Erebidae.